# Alcis indicataria
Alcis indicataria là một loài bướm đêm trong họ Geometridae.